# Gordon Riots

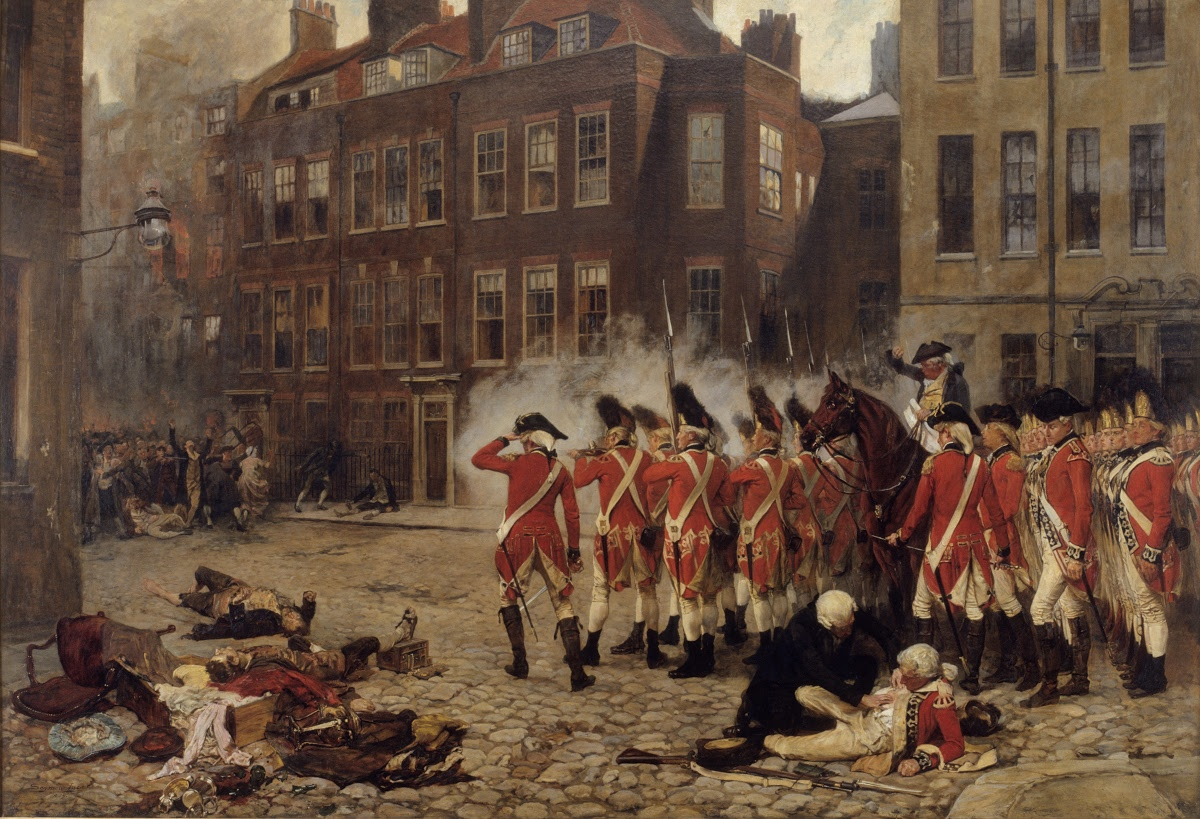
The Gordon Riots (1879), vues par John Seymour Lucas.

Les « Gordon Riots » (dites aussi en français à l'époque « sédition de Londres ») sont des émeutes anti-catholiques, provoquant des dégâts très importants, qui se sont produites du 2 au 10 juin 1780 à Londres.

## Les causes
L'exercice de la religion catholique était limité par les lois anglaises qui édictaient un certain nombre de sanctions et d'interdictions aux catholiques du royaume de Grande-Bretagne. En 1778, le Parlement avait passé le Papists Act (en) (1778) qui assouplissait le Popery Act (1698) voté en 1700.
Sir George Savile avait fait voter une loi, le Catholic Relief Act, permettant aux catholiques, s'ils prêtaient serment de fidélité au roi et s'ils renonçaient à la juridiction du pape sur les affaires civiles, de tenir des écoles et d'acquérir ou hériter de terres dans le royaume. La loi est votée à l'unanimité par les deux chambres et promulguée par le roi le 3 juin 1778. Il s'agissait d'obtenir le soutien des catholiques, surtout irlandais, dans la guerre contre la France (1778-1783). La menace d'un débarquement français n'était effectivement pas exclue et il était important de pouvoir compter sur le recrutement de soldats catholiques.
Mais cette loi inquiète fortement les presbytériens écossais : le 2 février 1779 des émeutes éclatent à Edimbourg et Glasgow : des chapelles, des maisons, des commerces catholiques sont détruits. Le roi décide que l'Act n'aura pas d'effet en Ecosse.
Lord George Gordon crée alors l'Association protestante en novembre 1779 pour demander le retrait du Papist Act en Angleterre également. Fils d'un catholique et d'une protestante, élevé dans l'anglicanisme, il était un farouche adversaire des papistes.

## Les événements
Le 2 juin 1780, Gordon organise une manifestation sur la place Saint-Georges à Londres. Sur place, les gens devront signer une pétition réclamant le retrait du Catholic Relief Act. Il s'engage alors publiquement à se retirer de la vie politique si sa pétition obtient moins de 20 000 signatures. Le jour même il obtient 44 000 signatures. Sur la place on compte 60 000 personnes arborant le bleu, la couleur de l'association. Il décide alors d'aller déposer les signatures directement au Parlement le jour même. La Chambre des Communes décide de reporter le vote au mardi 6 juin, ce qui entraîne la colère des manifestants. Des pro-catholiques comme Burke ou Lord North sont hués et insultés. Deux chapelles catholiques (celle de l'ambassadeur de Bavière et celle du Piémont-Sardaigne) sont incendiées. Le dimanche 4 juin les manifestations reprennent. Une chapelle catholique est incendiée à Moorfields. L'incendie dégénère et détruit d'autres immeubles. Le lundi 5 juin les manifestations se poursuivent. La maison de Sir Savile est attaquée à son tour. Cette fois, le pouvoir envoie la troupe. Mais une chapelle irlandaise est incendiée non loin. Le mardi 6 juin, pendant les délibérations du Parlement au sujet de la pétition, les manifestants se groupent tout autour. Lord Sandwich est rossé. La Chambre des Communes reporte alors le vote au jeudi 8 juin. Pour disperser l'émeute, le juge Hyde fait charger la cavalerie. La foule se disperse mais incendie la maison du juge Hyde. Le soir venu les manifestants libèrent plusieurs prisonniers des cachots de Londres et incendient l'hôtel particulier de Lord Mansfields, homme aux idées libérales. Les maisons de Lord North et de l'archevêque d'York sont menacées. D'autres chapelles catholiques sont détruites. Des maisons arborent un drapeau bleu pour ne pas être attaquées.
Le mercredi 7 juin est le paroxysme des émeutes connu sous la dénomination de  "black wednesday". Les maisons des juges et des chefs de la police ainsi que celles de personnalités catholiques sont prises pour cible. La maison d'un commerçant français (Jacques Malo) part en fumée, comme l'entrepôt d'un commerçant (catholique) d'alcool nommé Lansdale. L'alcool attise les flammes qui se répandent dans tout le quartier. D'autres prisonniers sont libérés. Le pont payant des Blackfriars est attaqué. Plus de 36 sinistres sont comptés dans Londres. La banque d'Angleterre est attaquée, mais cette fois les commerçants s'arment pour la défendre. Le "Common council" appelle à prendre les armes pour se défendre. Dans la nuit est créée la London Military Association pour défendre la propriété privée et les bâtiments publics.
Le jeudi 8 l'émeute se calme, bien que les incendies continuent. Le vendredi 9 au matin Lord Gordon est arrêté et enfermé à la Tour de Londres. Le samedi 10 marque la fin de l'agitation.
La justice ne rend pas l’Association protestante responsable des violences. Lord George Gordon est acquitté. Par contre, vingt-cinq meneurs d’origine populaire sont pendus.
John Wilkes défendit son quartier face aux émeutiers.
Les incendies auront tué plusieurs centaines de personnes. La police a tué près de 300 émeutiers. Les propriétaires seront dédommagés à hauteur de 30 000 livres.

## Dans l'art et la littérature

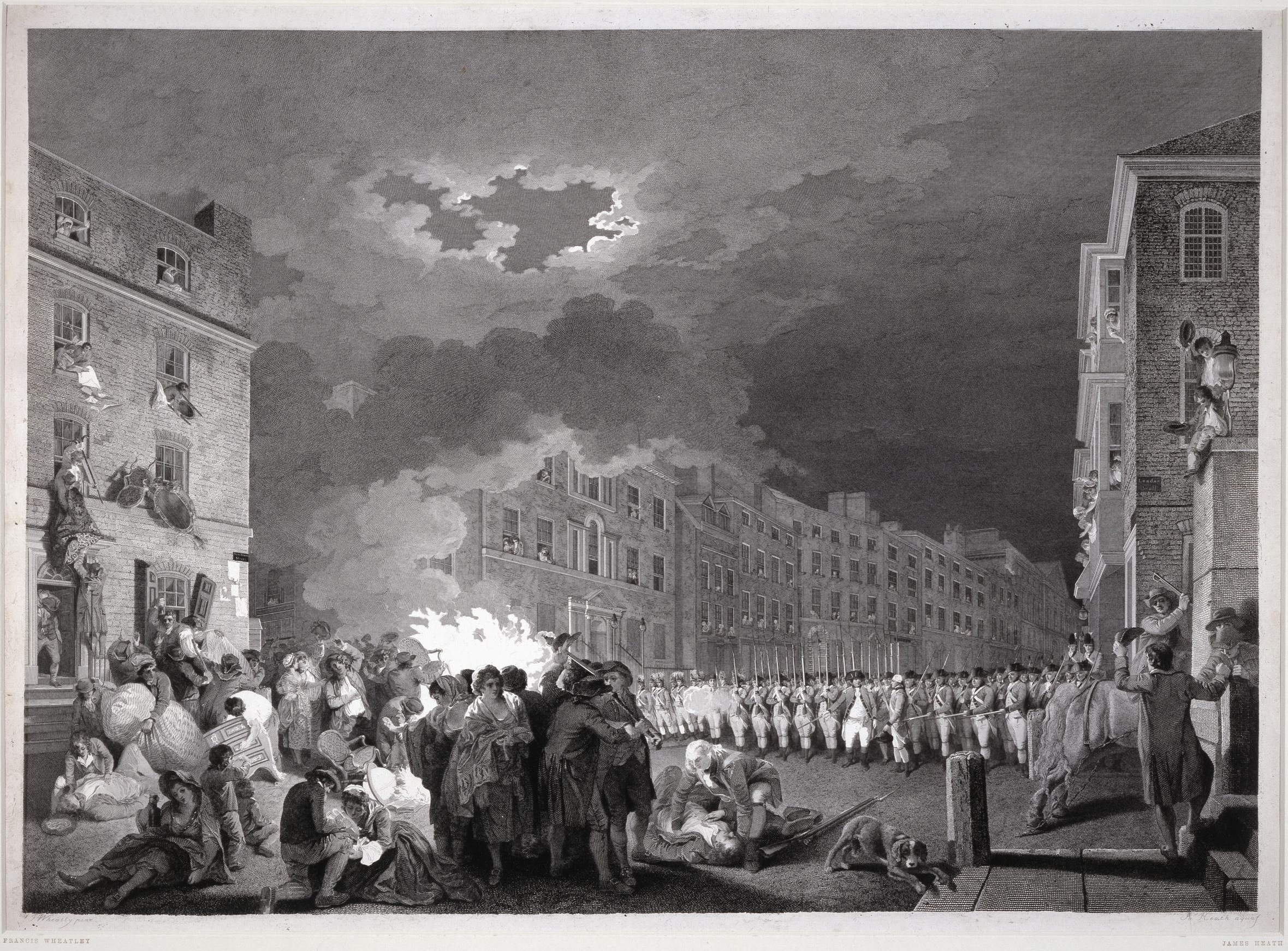
Gordon Riots (1790), gravure d'après le tableau de Francis Wheatley.

- Francis Wheatley, Gordon Riots (1780), tableau perdu dans un incendie ;
- James Heath, Gordon Riots (1790), gravure d'après le tableau de Wheatley ;
- John Seymour Lucas, The Gordon Riots (1879), tableau.

- Ces émeutes sont évoquées dans le roman historique de Charles Dickens, Barnaby Rudge (Barnaby Rudge: A Tale of the Riots of 'Eighty) publié en 1841.
- Julius Van Daal, Beau comme une prison qui brûle, L'Insomniaque, 2010. Seul ouvrage en français qui relate ces émeutes.